# Eslöv

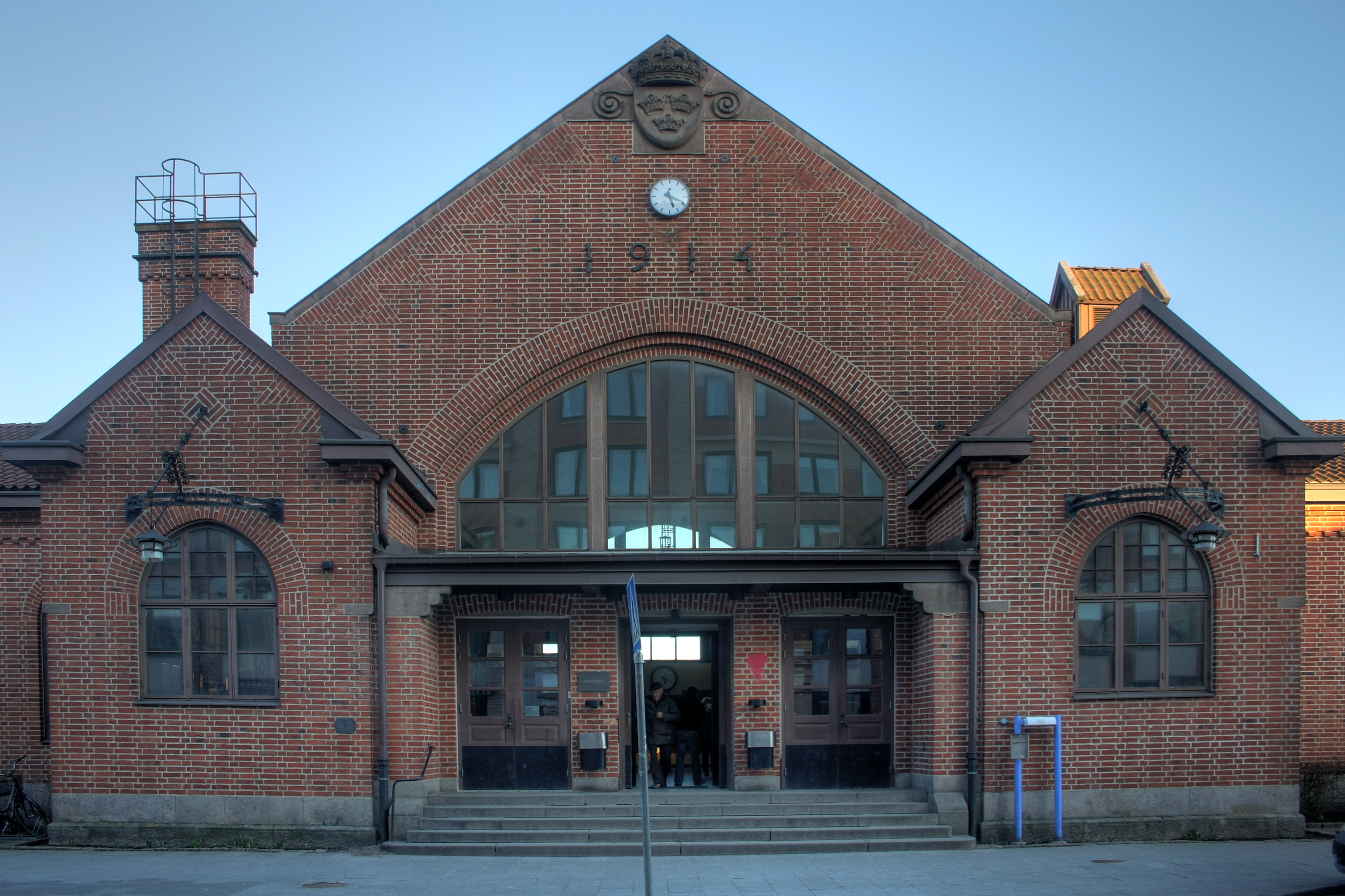
Gara

Eslöv este un oraș în Suedia.

## Demografie
| \| Evoluția demografică a zonei urbane Eslöv, 1970–2015 \| Evoluția demografică a zonei urbane Eslöv, 1970–2015 \| Evoluția demografică a zonei urbane Eslöv, 1970–2015 \| Evoluția demografică a zonei urbane Eslöv, 1970–2015 \| Evoluția demografică a zonei urbane Eslöv, 1970–2015 \| \| --------------------------------------------------------------------------------------- \| ---------------------------------------------------- \| ---------------------------------------------------- \| ---------------------------------------------------- \| ---------------------------------------------------- \| \| An \| \| \| Locuitori \| \| \| 1970 \| 1970 \| \| 13.186 \| 13.186 \| \| 1975 \| 1975 \| \| 13.629 \| 13.629 \| \| 1980 \| 1980 \| \| 14.027 \| 14.027 \| \| 1990 \| 1990 \| \| 14.976 \| 14.976 \| \| 1995 \| 1995 \| \| 15.399 \| 15.399 \| \| 2000 \| 2000 \| \| 15.521 \| 15.521 \| \| 2005 \| 2005 \| \| 16.551 \| 16.551 \| \| 2010 \| 2010 \| \| 17.748 \| 17.748 \| \| 2015 \| 2015 \| \| 18.592 \| 18.592 \| \| Sursa: SCB - Statistika Centralbyrån, Folkmängden per tätort. Vart femte år 1960 - 2016 \| \| \| \| \| |      |  |           |        |
| Evoluția demografică a zonei urbane Eslöv, 1970–2015 |      |  |           |        |
| An |      |  | Locuitori |        |
| 1970 | 1970 |  | 13.186    | 13.186 |
| 1975 | 1975 |  | 13.629    | 13.629 |
| 1980 | 1980 |  | 14.027    | 14.027 |
| 1990 | 1990 |  | 14.976    | 14.976 |
| 1995 | 1995 |  | 15.399    | 15.399 |
| 2000 | 2000 |  | 15.521    | 15.521 |
| 2005 | 2005 |  | 16.551    | 16.551 |
| 2010 | 2010 |  | 17.748    | 17.748 |
| 2015 | 2015 |  | 18.592    | 18.592 |
| Sursa: SCB - Statistika Centralbyrån, Folkmängden per tätort. Vart femte år 1960 - 2016 |      |  |           |        |